# ضجمة ناعمة
ضُجمة ناعمة (الاسم العلمي: Patersonia sericea)، نوع من الضجمة ينتمي إلى فصيلة السوسنية، يستوطن شرق أستراليا.